# عام الأباطرة الأربعة

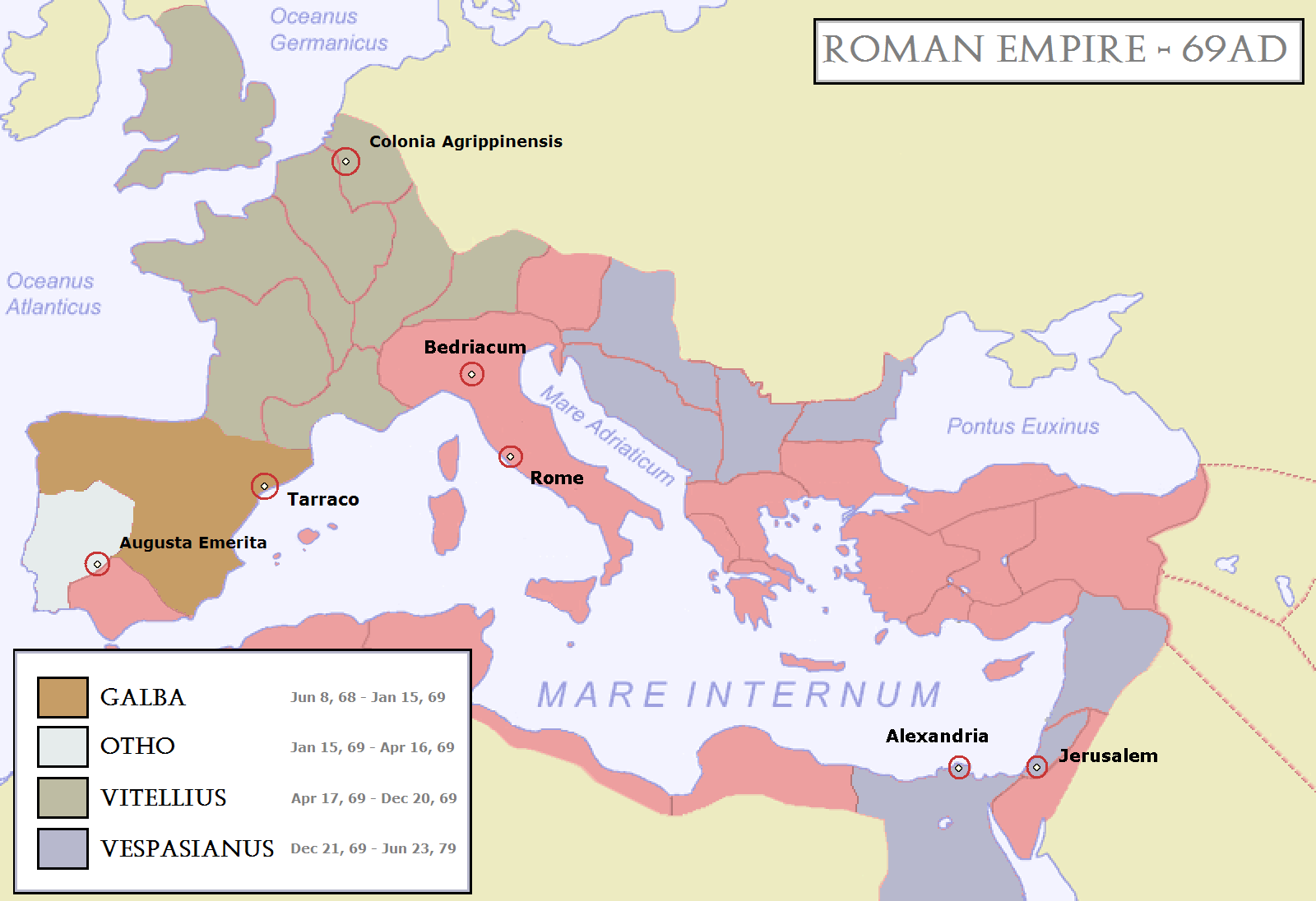
الإمبراطورية الرومانية في 68-69

عام الأباطرة الأربعة، في تاريخ الإمبراطورية الرومانية عقب مقتل الإمبراطور نيرون سنة 68م تعاقب على عرش روما أربعة أباطرة في عام واحد، وهم: غالبا - أوثو - فيتليوس ثم فسبسيان. استلم السلطة أولاً قائد في الجيش يدعى غالبا قتل على يد الحرس البريتوري الذي نصّب آرثر حاكماً على مقاطعة إسبانيا الرومانية، وعند سماع الفيلق الروماني المستقر في ألمانيا هذا النّبأ نصّب بدوره قائده فيتليوس إمبراطورًا، إلاّ أنّ القائد المنافس له فسبسيان زحف نحو روما وقتل فيتليوس وأصبح إمبراطورًا بدوره وكان ذلك عام (69م). وقد عاصر المؤرخ الروماني تاكيتوس هذه السنة وكتب عنها باستفاضة.